# Sachio Ōtani

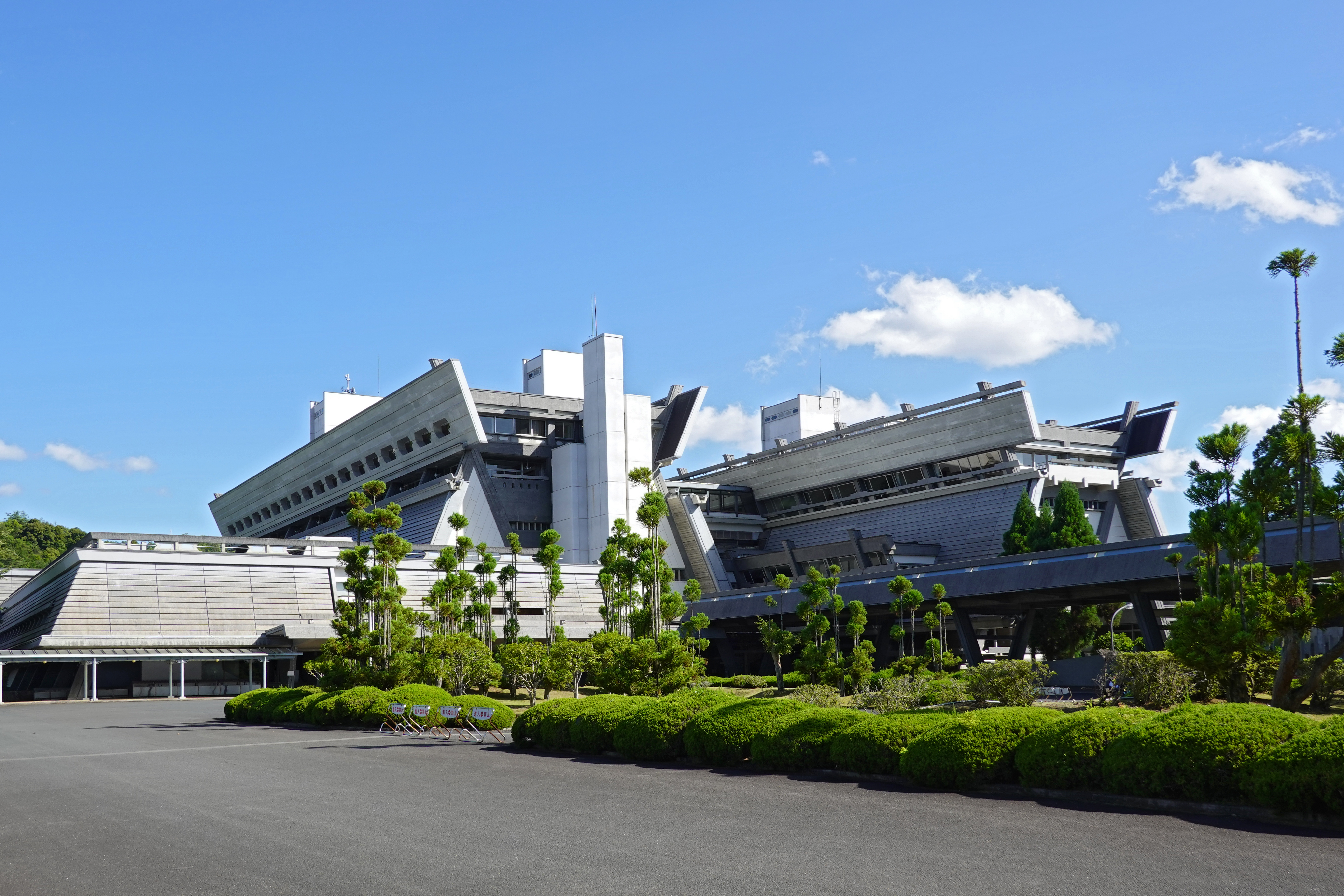
Kyoto International Conference Center

Sachio Ōtani (大谷 幸夫?, Ōtani Sachio; 20 febbraio 1924 – 2 gennaio 2013) è stato un architetto giapponese.

## Biografia
Sachio Ōtani nasce a Tokyo il 20 febbraio del 1924. Nel 1946 si laurea presso l'Università di Tokyo. Inizia la sua carriera come assistente nello studio di Kenzō Tange insieme a Takashi Asada, Fumihiko Maki, Arata Isozaki, Kishō Kurokawa, riuniti sotto il nome dei "gruppo Tanken" (Tange Kenkyushitsu, laboratorio Tange). Nello studio di Tange contribuisce al progetto per il Museo della Pace di Hiroshima (1955).
Nel 1960 apre un proprio studio di progettazione. Progetta una serie di edifici importanti quali il Children's Cultural Center a Tokyo (1964), International Conference Center a Kyoto (1966), il Kanazawa Institute of Technology (1969), il progetto di edilizia abitativa di Kawaramachi a Kawasaki (1970).